# Terezín, Hodonín
Terezín là một làng thuộc huyện Hodonín, vùng Jihomoravský, Cộng hòa Séc.